# Austinit
Austinit – rzadki minerał klasy arsenianów.

## Właściwości
Krystalizuje w układzie trygonalnym. Wykształca kryształy o pokroju grubotabliczkowym oraz romboedrycznym. Występuje w skupieniach promienistych, groniastych i jako naskorupienia. Jest minerałem kruchym, przezroczystym do półprzezroczystego. Posiada szklisty połysk oraz białą rysę.

## Występowanie
Występuje w strefie utleniania kruszców cynku. Towarzyszą mu adamin, smithsonit, wulfenit, konichalcyt, kalcyt, limonit, goethyt i mimetesyt. 

## Miejsce występowania
Występuje w Austrii, Australii, Chile, we Francji, Niemczech, Grecji, Meksyku, Maroko i Stanach Zjednoczonych (Nevada, Utah). W Polsce stwierdzony w Miedziance w województwie Świętokrzyskim. 